# Jean-François Ballay
Jean-François Ballay (nacido en 1958 ) es un gestor de conocimientos y sindicalista francés .

## Vida
Ballay recibió su doctorado en 1987 del Institut national polytechnique de Grenoble con una tesis sobre el “Régimen de transición de un grupo excitador y un generador síncrono rectificado” ( Régimes transitoires d'un groupe excitatrice et alternateur synchrone redressé ). Desde 2007 ha sido Mission Innovation et Développement en pédagogie ('Jefe de Misión Innovación y Desarrollo en Pedagogía') en Électricité de France en París . En 2012 recibió su doctorado en Estudios Teatrales de la Universidad de París III con una tesis sobre “La desaparición del hombre y la maquinaria humana en el escenario contemporáneo. Denis Marleau, Heiner Goebbels, Jean-François Perret ” ( Disparition de l'homme et machinerie humaine sur le scene contemporaine: Denis Marleau, Heiner Goebbels, Jean-François Perret ). Ballay ha publicado para Harvard Business Review, entre otros. Es sindicalista y crítico del concepto de inteligencia colectiva.

## Publicaciones (selección)
- Ouvre sur la roche le jour. Grenoble: Centro de creación literaria, 1987. ISBN 9782905849007
- Capitaliser et transmettre les savoir-faire de l'entreprise. París: Ediciones Eyrolles, 1997. OCLC 422094152[7]
- Nous les nuages. Poesía. La Bartavelle, 2001. ISBN 9782877446297
- ¡A nosotros los gerentes que sabéis! : La seule resource qui prend de la valeur en la partageant. París: Editions d'organisation, 2002. ISBN 9782708127753
- Con Laurence Paul Cohen: Le management du savoir en pratique. París: ed. d'Organization, 2003. ISBN 9782708127395